# US de Matoury
Union Sportive de Matoury là một câu lạc bộ bóng đá Guyane thuộc Pháp chơi ở hạng đấu cao nhất, có trụ sở ở Matoury, với sân nhà Stade Municipal.

## Thành tích
- Giải bóng đá vô địch quốc gia Guyane thuộc Pháp: 7[2]

2002–03, 2005–06, 2010–11, 2011–12, 2013–14, 2015–16, 2016-17.
- Cúp bóng đá Guyane: 6[3]

2004–05, 2010–11, 2011–12, 2012–13, 2014–15, 2015–16.
- Coupe des Guyanes de football: 1[4]

2011.

## Câu lạc bộ trong hệ thống bóng đá Pháp
- Cúp bóng đá Pháp: 6 lần tham gia[5]

1998–99, 2001–02, 2003–04, 2005–06, 2013–14, 2014–15
- Trận thắng:

2014–15 CMS Oissel 1–1 US Mataury (sau hiệp phụ, 2–4 luân lưu) (Vòng 7)